# Abiola Dauda
Abiola Adedeji Dauda (ur. 3 lutego 1988 w Lagos) – nigeryjski piłkarz grający na pozycji środkowego napastnika. Jest prawonożny.
Karierę rozpoczynał w klubie Grassroot Highlanders. OD 2017 reprezentuje barwy greckiego PAE Atromitos, do którego przyszedł w 2017 roku z SBV Vitesse.